# Колония (департамент)
Вижте пояснителната страница за други значения на Колония.
Колонѝя (на испански: Colonia) е един от 19-те департамента на южноамериканската държава Уругвай. Намира се в югозападната част на страната. Общата му площ е 6106 км², а населението е 119 266 жители (2004 г.) Столицата му е град Колония дел Сакраменто.